# フリードリヒ・アウグスト1世 (オルデンブルク公)
フリードリヒ・アウグスト1世（Friedrich August I., 1711年9月20日 - 1785年7月6日）は、初代オルデンブルク公（在位：1774年 - 1785年）、およびリューベック領主司教（在位：1750年 - 1785年）。デンマークの王家オルデンブルク家の分家であったホルシュタイン＝ゴットルプ家の出身で、デンマーク名はフレゼリク・アウグスト（Frederik August af Holsten-Gottorp）。

## 生涯
父クリスティアン・アウグストはホルシュタイン＝ゴットルプ公カール・フリードリヒ（フリードリヒ・アウグストの従兄）の摂政であり、母アルベルティーナ・フリーデリケはバーデン＝ドゥルラハ辺境伯フリードリヒ7世マグヌスの娘であった。長兄カール・アウグストは父の死後リューベック司教侯位を継いだが1727年に急死、後を継いだ次兄アドルフ・フリードリヒは1750年にリューベック司教侯位をフリードリヒ・アウグストに譲り、翌1751年にスウェーデン王アドルフ・フレドリクとして即位した。
ホルシュタイン＝ゴットルプ家の本家では、1739年にカール・フリードリヒの息子カール・ペーター・ウルリヒが公位を継承していたが、1762年にロシア皇帝ピョートル3世として即位した。ピョートルの皇后エカチェリーナはフリードリヒ・アウグストの姪（妹ヨハンナ・エリーザベトの娘）であったが、同年のクーデターで夫ピョートル3世を廃位し、代わって自らが帝位に就いた。ピョートルは廃位後に間もなく暗殺されたが、ホルシュタイン＝ゴットルプ公位はピョートルから息子パーヴェル1世（ドイツ名パウル）に継承された。
1773年、当時皇太子だったパーヴェルは、ホルシュタイン＝ゴットルプ公領に関する全ての権利をデンマーク・ノルウェー王クリスチャン7世に譲り、引き換えに北ドイツのオルデンブルク伯領を獲得した。同年、パーヴェルは父方の大伯父であるフリードリヒ・アウグストに伯領を譲り、翌1774年にフリードリヒ・アウグストはパーヴェルによってオルデンブルク公（ホルシュタイン＝オルデンブルク公）とされた。
フリードリヒ・アウグストは1785年にオルデンブルクで死去した。オルデンブルク公位は息子ヴィルヘルムが継承した。また、甥で弟ゲオルク・ルートヴィヒの息子ペーター・フリードリヒ・ルートヴィヒがリューベック司教侯位を継承するとともにヴィルヘルムの摂政となり、ヴィルヘルムの死後にオルデンブルク大公ペーター1世となった。

## 子女
1752年にヘッセン＝カッセル方伯カールの三男マクシミリアン（スウェーデン王フレドリク1世及び方伯ヴィルヘルム8世の弟）の娘ウルリケ・フリーデリケ・ヴィルヘルミーネと結婚し、1男2女をもうけた。
- ペーター・フリードリヒ・ヴィルヘルム（1754年 - 1823年） - オルデンブルク公ヴィルヘルム
- ルイーゼ・カロリーネ（1756年 - 1759年）
- ヘートヴィヒ・エリーザベト・シャルロッテ（1759年 - 1818年） - スウェーデン王カール13世（アドルフ・フレドリクの次男）の妃。

## 脚註
1. 1 2 3 4  Johann Friedrich Ludwig Theodor Merzdorf (1877). "Friedrich August, Herzog von Oldenburg". Allgemeine Deutsche Biographie (ドイツ語). Vol. 7. Leipzig: Duncker & Humblot. pp. 575–576.